# Ne-Yo
Shaffer Chimere Smith, művésznevén Ne-Yo (1979. október 18.) háromszoros Grammy-díjas amerikai R&B-énekes, dalszerző, producer és színész. Pályafutása során rengeteg slágerré vált dalt írt más előadóknak is.
Szövegíróként vált ismertté Mario Let Me Love You dalának szerzőjeként. Ezután érdeklődni kezdett iránta a Def Jam kiadó. 2006-ban kiadta első albumát, In My Own Words címmel. Az első kislemez, a So Sick világszerte sikert aratott. 2007-ben jelent meg második stúdióalbuma, a Because of You, 2008-ban pedig a harmadik, a Year of the Gentleman. Ne-Yo elmondása szerint 2010-ig nem tervezi, hogy új albumot készítsen.

## Élete
Ne-Yo Arkansas állam Camden városában 1979. október 18-án látta meg a napvilágot Shaffer Chimere Smith néven. Az édesapja afroamerikai, az édesanyja pedig félig afroamerikai, félig pedig kínai-amerikai. Mindkét szülője zenész volt. Gyerekkorában különváltak a szülei, ezután az édesanyja nevelte egyedül. A jobb élet reményében Las Vegasba költöztek.
Ne-Yo 2013-ban egy rajzfilmsorozatot alkotott a Cartoon Network részére, I Heart Tuesdays címmel.

## Karrier

### Debütálás
Ne-Yo egy Las-Vegasban alakult, Envy nevű kvartett tagjaként ismerkedett meg a produceri munkákkal, a zenei iparral. Miután az együttes 2000-ben felbomlott, Ne-Yo a Columbia Recordshoz szerződött.El is készítette első albumát, a kiadó azonban megvált tőle és így nem tudta megjelentetni a felvételeket. Marques Houston énekes belehallgatott a hanganyagba, és nagy lehetőséget látott benne. A That Girl című számot felvette saját lemezére is, és nagy sikere lett. Ne-Yo úgy döntött, hogy tovább építi zenei karrierjét. Mary J. Blige, Faith Evans, Musiq, B2K, Christina Milian és a Youngstown is megkérte, hogy írjon dalokat az albumaikra. A nagy áttörést a Mariónak írt Let Me Love You szerzeménnyel aratta. Ezután Jay-Z leszerződtette a Def Jamhez.

### Felvételek
2006-ban kiadta In My Own Words című albumát. Az első kislemez, a So Sick révén az album első helyen debütált a U.S. Billboard 200 slágerlistán. Már az első héten 301 000 lemezt adtak el belőle. Újabb kiadott dalai, a When You're Mad és a Sexy Love is sikeresek lettek.

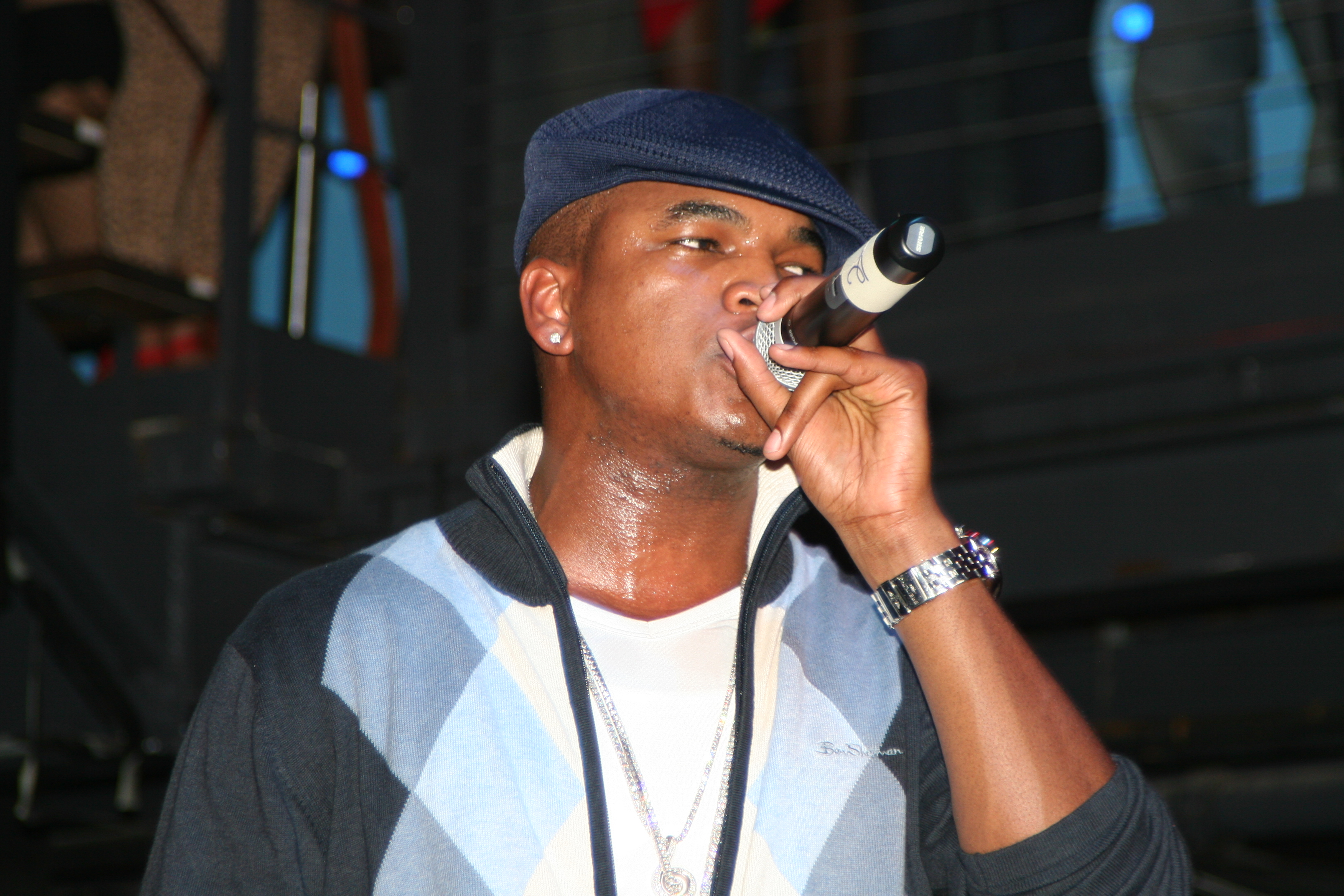
Ne-Yo a Because of Yout promotálja

Második albumát 2007. május 1-jén jelentette meg, Because of You címmel. Az album első kislemeze, a Because of You nem lett annyira sikeres, ahogy a többi megjelentetett felvétel sem erről a lemezről.
Harmadik nagylemeze 2008. szeptember 3-án jelent meg, Year of the Gentleman címmel. Az albumból 250 000 példány kelt el már az első héten. Az első két kislemez, a Miss Independent és a Closer a világ legtöbb slágerlistáján bejutott a top 10-be.

### Szövegírói tevékenysége
Ne-Yo a norvég Stargate producercsapat tagjaival, Tor Erik Hermansennel és Mikkel S. Eriksennel dolgozik a dalokon. Közösen készítették el a So Sicket is.
Saját lemeze munkálatai mellett más előadóknak is szerez számokat. Az ő közreműködésével lett sláger Rihanna Unfaithful és Take a Bow, Paula DeAnda Walk Away (Remember Me!), Beyoncé Irreplaceable című száma. Írt már dalokat Ciarának, Celine Dionnak, Enrique Iglesiasnak, Whitney Houstonnak, Alexandra Burke-nek, Leona Lewisnak, Lindsay Lohannek, Corbin Bleunek és Anastaciának is. Will.i.am-mel együtt dolgozott Michael Jackson új albumán, ám a popsztár halála miatt abbahagyták a munkálatokat.

## Magánélet
Ne-Yo partnere 2005-ben életet adott egy kisfiúnak, akit Chimere-nek neveztek el. Az énekes azonban rájött, hogy nem ő a gyermek apja, és pert indított akkori barátnője ellen.
2017 óta vegán életmódot követ.

## Diszkográfia

### Albumok
- In My Own Words (2006)
- Because of You (2007)
- Year of the Gentleman (2008)
- Libra Scale (2010)
- R.E.D. (2012)
- Non-Fiction (2015)
- Good Man (2017)

### Dalok
| Év   | Dal                                                  | Album                     |
| ---- | ---------------------------------------------------- | ------------------------- |
| 2005 | Stay (feat. Peedi Peedi)                             | In My Own Words           |
| 2006 | So Sick                                              | In My Own Words           |
| 2006 | When You’re Mad                                      | In My Own Words           |
| 2006 | Sexy Love                                            | In My Own Words           |
| 2007 | Because of You                                       | Because of You            |
| 2007 | Do You                                               | Because of You            |
| 2007 | Can We Chill                                         | Because of You            |
| 2007 | Go on Girl                                           | Because of You            |
| 2008 | Closer                                               | Year of the Gentleman     |
| 2008 | Miss Independent                                     | Year of the Gentleman     |
| 2008 | Single (feat. New Kids on the Block)                 | The Block                 |
| 2008 | She Got Her Own (feat. Jamie Foxx & Fabolous)        | Year of the Gentleman     |
| 2008 | Mad                                                  | Year of the Gentleman     |
| 2009 | Part of the List                                     | Year of the Gentleman     |
| 2009 | Never Knew I Needed (feat. Cassandra Steen)          | The Princess and the Frog |
| 2010 | Beautiful Monster                                    | Libra Scale               |
| 2010 | Champagne Life                                       | Libra Scale               |
| 2010 | One in a Million                                     | Libra Scale               |
| 2012 | Think Like a Man (feat. Jennifer Hudson & Rick Ross) | Think like a Man          |
| 2012 | Lazy Love                                            | R.E.D.                    |
| 2012 | Let Me Love You (Until You Learn to Love Yourself)   | R.E.D.                    |
| 2012 | Don’t Make Em Like You (feat. Wiz Khalifa)           | R.E.D.                    |
| 2012 | Forever Now                                          | R.E.D.                    |
| 2013 | Should Be You                                        | R.E.D.                    |
| 2013 | Incredible (feat. Celine Dion)                       | Loved Me Back to Life     |
| 2014 | Money Can’t Buy (feat. Jeezy)                        | Non-Fiction               |
| 2014 | She Knows (feat. Juicy J)                            | Non-Fiction               |
| 2014 | Time of Our Lives (feat. Pitbull)                    | Non-Fiction               |
| 2015 | Coming with You                                      | Non-Fiction               |
| 2017 | Earn Your Love                                       | Good Man                  |
| 2017 | Another Love Song                                    | Good Man                  |